# John Muirhead Macfarlane
John Muirhead Macfarlane est un botaniste américain d’origine écossaise, né en 1855 et mort en 1943.

## Biographie
Il fait ses études en Écosse avant d’occuper plusieurs emplois à l’université d'Édimbourg. Il émigre aux États-Unis d'Amérique où il enseigne à l’université de Pennsylvanie en 1893, fonction qu’il conserve jusqu’à son départ à la retraite en 1920. Il joue un rôle majeur dans l’organisation et l’enrichissement du jardin botanique de cette université.
Les publications les plus connues de Macfarlane sont The causes and course of organic evolution. A study in bioenergics (1918), The evolution and distribution of flowering plants (Apocynaceae, Asclepiadaceae), The evolution and distribution of fishes, Fishes the source of petroleum et  The quantity and sources of our petroleum supplies.

## Source
- Traduction de l'article de langue anglaise de Wikipédia (version du 21 juillet 2006).